# Walla Walla
Walla Walla is een plaats (city) in de Amerikaanse staat Washington, en valt bestuurlijk gezien onder Walla Walla County. Het vormt een tweelingplaats met het westelijker gelegen Garrett en wordt doorsneden door een dieselspoorweg.

## Demografie
Bij de volkstelling in 2000 werd het aantal inwoners vastgesteld op 29.686.
In 2006 is het aantal inwoners door het United States Census Bureau geschat op 30.945, een stijging van 1259 (4.2%).

## Geografie
Volgens het United States Census Bureau beslaat de plaats een oppervlakte van
28,0 km². Walla Walla ligt op ongeveer 275 m boven zeeniveau.

## Geboren
- Adam West (1928-2017), acteur
- Connor Trinneer (1969), acteur

## Plaatsen in de nabije omgeving
De onderstaande figuur toont nabijgelegen plaatsen in een straal van 16 km rond Walla Walla.